# Agapitus ze Synnady
Svatý Agapitus ze Synnady byl biskupem v Sinaus.
Narodil se křesťanským věřícím v Kappadokii a to za vlády císařů Diocletiana a Maximiana.
Od mládí toužil po mnišském životě a proto vstoupil do kláštera kde žil život pokory a modlitby. Bůh obdařil Agapita velkou fyzickou sílou. Když se císař Licinius dozvěděl o jeho schopnosti aby byl světec odveden do vojenské služby. Během pronásledování křesťanů císařem Liciniem byl zraněn kopím ale zůstal naživu.
Svatý císař Konstantin Veliký uslyšel že Agapit také uzdravuje svými modlitbami. Císař k němu poslal nemocného služebníka a Agapit jej uzdravil. Za odměnu si Agapit vybral to aby vystoupil z armády a vrátil se do svého kláštera. Přání mu bylo splněno.
Brzy poté ho biskup ze Sinaus v Bithýnii přivolal a udělil mu svátost kněžství. Po smrti biskupa byl duchovenstvem vybrána za jeho nástupce na stolci v Sinaus. Agapit moudře vedl své stádo až do smrti.
Jeho svátek se slaví 24. března.